# Centro (Vitória da Conquista)
Centro é um bairro do município brasileiro de Vitória da Conquista, estado da Bahia. Limita-se ao norte com os bairros Cruzeiro, Guarani e Alto Maron, ao sul com o Jurema e São Vicente, ao leste com o Recreio e ao oeste com os bairros Brasil e Ibirapuera. Concentra grande parte do comércio de rua da cidade e oferece uma gama de serviços referência para toda a região Sudoeste da Bahia, que Vitória da Conquista é a capital regional. Está localizado na zona Central da cidade. Em 2010, tinha 11 025 habitantes e 4 536 domicílios permanentes, segundo o Instituto Brasileiro de Geografia e Estatística (IBGE).

## História
É o bairro mais antigo de Vitória da Conquista, local onde se originou. A primeira povoação da cidade se deu na região da atual Praça Tancredo Neves e arredores. A antiga Rua Grande (a primeira rua da cidade) se localizava onde hoje são as praças Tancredo Neves e Barão do Rio Branco, entre as ruas Maximiliano Fernandes e Zeferino Correia. A primeira igreja matriz da cidade foi instalada nessa região, posteriormente demolida e a nova (Catedral de Nossa Senhora das Vitórias) foi instalada na mesma "Rua Grande", só que um pouco mais acima. Por ser a primeira região da cidade à ser povoada, é caracterizada pela falta de planejamento com muitas ruas estreitas e ladeiras. Chegou a concentrar grande parte da população da cidade até meados do século XX, mas posteriormente a cidade começou à crescer bastante, o que ocasionou a criação de diversos outros bairros com a expansão da mancha urbana. O Centro acabou se tornando um bairro muito mais comercial que residencial.

## Praças importantes

### Praça Barão do Rio Branco
Antiga "Rua Grande", praça que abriga importantes instituições financeiras como as sedes regionais da Caixa Econômica Federal, Banco do Brasil e Banco do Nordeste. Alguns casarões históricos se mantém preservados, como a "Casa de Dona Zazá", tombada como patrimônio histórico.

### Praça Nove de Novembro
Antiga "Praça da Piedade", é uma das praças mais movimentadas da cidade, com forte comércio. Na praça, está localizado o Monumento aos Bandeirantes, em homenagem aos portugueses desbravadores da região, inaugurado em 1940.

### Praça Tancredo Neves
É a principal praça da cidade, local onde a mesma surgiu e onde está localizada a igreja matriz. Também, junto com a Praça Barão do Rio Branco, era parte da "Rua Grande" que posteriormente foi dividida em duas praças. Boa parte do patrimônio histórico da cidade, com casarões dos séculos XIX e XX, se mantém preservado no entorno da Praça, como a Casa de Régis Pacheco, que atualmente abriga o "Memorial Governador Régis Pacheco", na casa do ex-prefeito e ex-governador Régis Pacheco, a Casa de Dona Henriqueta Prates, onde se localiza o Museu Regional e a Casa José de Sá Nunes, onde já abrigou a Biblioteca Municipal e atualmente abriga o Programa Municipal Vivendo a Terceira Idade, além do Prédio da Câmara de Vereadores, de 1910.